# ヨルン・ランデ
ヨルン・ランデ（Jørn Lande、1968年5月31日 - ）は、ノルウェー リューカン出身の主にヘヴィメタル・ハードロックのボーカリスト。元TNT(1994年当時)のロニー・ル・テクロの率いるバンド、ヴァガボンドのボーカリストに抜擢されメジャーデビュー後、マイクを持った渡り鳥と称されており、あまり一つのバンドに長く在籍しない。2000年から2001年まで、イングヴェイ・マルムスティーンのバンドにボーカリストとして所属していた(ただしツアーのサポートメンバー扱い)。声域は広く、ハスキーながらも太めの声質をしており、特に低中音域はデイヴィッド・カヴァーデイルのような声質であり、高音域は強力かつ荒々しい。

## 主なキャリア
ソロ・プロジェクト (ヨルン (Jørn)名義)
- スターファイアー Starfire (2000)
- ワールドチェンジャー Worldchanger (2001)
- アウト・トゥ・エヴリ・ネイション Out To Every Nation (2004)
- ザ・デューク The Duke (2006)
- ザ・ギャザリング The Gathering (2007)
- アンロッキング・ザ・パスト Unlocking the Past (2007)
- ロンリー・アー・ザ・ブレイヴ Lonely are the Brave (2008)
- スピリット・ブラック Spirit Black (2009)
- ディオ〜唱聖に捧ぐ Dio (2010)
- ライヴ・イン・ブラック Live in Black (2011)

ヴァガボンド
- Vagabond (1994)
- A Huge Fan of Life (1996)

ザ・スネイクス
- Once Bitten (1998)
- Live in Europe (1998)

マンダヌス・インペリウム
- 魅惑劇大全 The Spectral Spheres Coronation (1998)

アーク
- アーク Ark (2000)
- バーン・ザ・サン Burn The Sun (2001)

ビヨンド・トワイライト
- The Devil's Hall Of Fame(2001)

ブレイズン・アボット
- ギルティ・アズ・シン Guilty As Sin (2003)

アレン/ランデ
- ザ・バトル The Battle (2005)
- ザ・リヴェンジ The Revenge (2007)
- ザ･ショウダウン The Showdown (2010)
- ザ・グレイト・ディヴァイド The Great Divide (2014)

マスタープラン
- マスタープラン Masterplan (2003)
- エアロノーティクス Aeronautics (2005)
- タイム・トゥ・ビー・キングTime To Be King (2010)

ミレニアム
- アワーグラス Hourglass (2000)

イングヴェイ・マルムスティーン
（ツアーのみ）